# Akademie der Bildenden Künste an der Alten Spinnerei

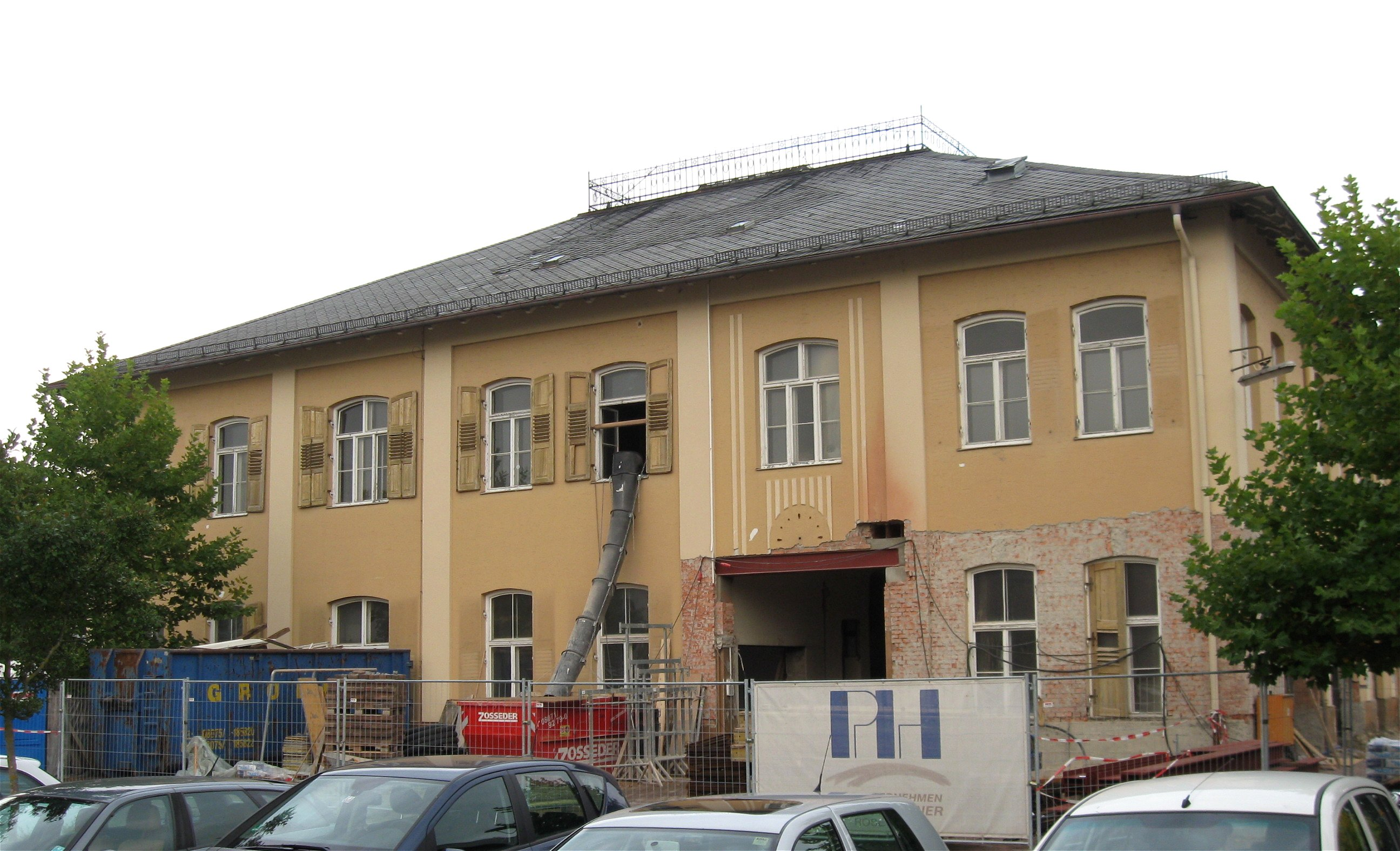
Gebäude an der An der Alten Spinnerei 2 vor Einzug der Akademie (2013)

Die Akademie der Bildenden Künste an der Alten Spinnerei (AdBK) ist eine private Kunstschule in Kolbermoor auf dem Gelände der ehemaligen Baumwollspinnerei Kolbermoor im oberbayerischen Landkreis Rosenheim.

## Beschreibung
Die Kunstschule mit den Schwerpunkten Malerei und Zeichnung wurde 2014 gegründet. Geschäftsführerin ist Anna Eisner, künstlerischer Berater ist Rupert Fegg. 
Die Ateliers, Zimmer und Gemeinschaftsräume der Akademie befinden sich auf zwei Stockwerken der eigens renovierten ehemaligen Verwaltungs- und Werkstättengebäude auf dem Gelände der alten Baumwollspinnerei Kolbermoor. Zu den Dozenten gehörten bisher unter anderem: Markus Lüpertz, Jerry Zeniuk, Hermann Nitsch, Peter Tomschiczek, Bernd Zimmer und Katharina Duwe.